# Linea G (metropolitana di New York)
La linea G Brooklyn-Queens Crosstown Local è una linea della metropolitana di New York, che collega la città da nord, con capolinea presso la stazione di Court Square, a sud, con capolinea presso Church Avenue. È indicata con il colore verde lime poiché la trunk line utilizzata è la linea IND Crosstown.
Escludendo le tre navette, questa è l'unica linea della metropolitana di New York a non servire Manhattan. Inoltre, è ampiamente criticata da coloro che la utilizzano perché soffre di interruzioni frequenti e svolge un servizio scadente.

## Storia

### 1900-1999
L'attuale linea G fu attivata il 19 agosto 1933, in concomitanza con l'apertura della prima sezione della linea IND Crosstown. All'epoca era indicata come linea GG e svolgeva un servizio navetta tra le stazioni di Queens Plaza e Nassau Avenue. In seguito, il 24 aprile 1937, la linea venne prolungata fino a Forest Hills-71st Avenue durante le ore di punta svolgendo un servizio locale, in sostituzione della linea E che iniziò invece ad effettuare un servizio espresso a ovest di 71st Avenue. Il 1º luglio 1937, con il completamento della linea Crosstown, incluso il collegamento con la linea IND Culver, la linea GG fu estesa fino a Church Avenue e il servizio fino a Forest Hills-71st Avenue prolungato anche nelle ore di morbida. Più tardi, venne però limitata a Smith-Ninth Streets.
Nel 1939, in occasione dell'Expo 1939, alcuni treni della linea, indicati come S Special, furono deviati alla stazione di Horace Harding Boulevard, per servire il sito dell'esposizione, in supporto al servizio svolto dalla linea E. Il 28 ottobre 1940, con la chiusura dell'esposizione, la linea ritornò al capolinea di Forest Hills-71st Avenue.
Il 1º luglio 1968, la linea venne estesa fino a Church Avenue durante le ore di punta, in sostituzione della linea F, che in quella fascia oraria svolgeva un servizio espresso sulla linea Culver. Questo servizio fu sospeso il 30 agosto 1976, a causa di limiti di bilancio e anche perché i passeggeri delle stazioni locali lungo la linea Culver chiedevano un acceso diretto a Manhattan. In seguito, il 6 maggio 1985, con l'eliminazione della doppie lettere nella nomenclatura delle linee, la linea GG assunse l'attuale denominazione di linea G.
Il 24 maggio 1987, le linee N e R si scambiarono i capolinea nel Queens, come parte di questo piano, la linea G fu quindi limitata nei fine settimana e di notte a Queens Plaza. Poi, il 30 settembre 1990, il servizio notturno venne esteso a Jamaica-179th Street, per rimpiazzare la linea F che terminava invece a 21st Street-Queensbridge. Infine, il 23 marzo 1997, a causa dei lavori per il collegamento tra le linee 63rd Street e Queens Boulevard, la linea G fu limitata di notte e nei fine settimana a Court Square.

### 2000-presente
Il 16 dicembre 2001, con l'apertura del 63rd Street Connector, il capolinea nord della linea diventò Court Square durante la mattina e nelle ore di punta, mentre rimase Forest Hills-71st Avenue nelle altre fasce orarie. Il servizio sulla linea IND Queens Boulevard, di mattina e nelle ore di punta, fu quindi rimpiazzato dalla nuova linea V. In origine, linea G sarebbe dovuta terminare sempre a Court Square ma, a causa della protesta dei viaggiatori, il servizio venne modificato.
Il 5 luglio 2009, la linea fu nuovamente estesa a Church Avenue per via di alcuni lavori sul Culver Viaduct, in particolare sui binari espressi tra Smith-Ninth Streets e Fourth Avenue che venivano usati dalla linea G dopo che arrivava al capolinea. In seguito, a causa di problemi finanziari la Metropolitan Transportation Authority comunicò che la linea sarebbe stata limitata sempre a Court Square a partire dal 27 giugno 2010; tuttavia, per via di alcuni lavori sulla linea IND Queens Boulevard, il capolinea nord della linea divenne Court Square già a partire dal 9 aprile. Inoltre, anche la frequenza dei treni fu ridotta.
Il 19 luglio 2012, la MTA annunciò che l'estensione fino a Church Avenue sarebbe stata definitiva. Il successivo ottobre, il passaggio dell'uragano Sandy causò alcuni danni ai tunnel al di sotto del Newtown Creek, la linea fu quindi limitata a sud di Nassau Avenue nei fine settimana tra luglio e dicembre 2013 e poi anche tra il 15 luglio e il 2 settembre 2014. Il 9 luglio 2014, un avanzo di bilancio della MTA permise un miglioramento generale del servizio della linea, per esempio venne aumentato il numero dei treni per ora e furono introdotti gli annunci nelle banchine. La lunghezza dei treni non venne però cambiata, nonostante l'aumento dei passeggeri.

## Il servizio
Come il resto della rete, la linea G Brooklyn-Queens Corsstown Local è sempre attiva, 24 ore al giorno, sette giorni su sette. Ferma in 21 stazioni ed ha un tempo di percorrenza di 50 minuti circa, con frequenze che variano dai 6 minuti delle ore di punta ai 20 minuti delle ore notturne.
Possiede interscambi con 10 delle altre 24 linee della metropolitana di New York e con alcune linee automobilistiche gestite da MTA Bus e NYCT Bus.

### Le stazioni servite
| Stazione                   |  | Interscambi con la metropolitana | Altri Interscambi  |
| -------------------------- |  | -------------------------------- | ------------------ |
| Queens                     |  |                                  |                    |
| Court Square               |  | 7 · E · M                        | MTA Bus · NYCT Bus |
| 21st Street                |  |                                  | MTA Bus · NYCT Bus |
| Brooklyn                   |  |                                  |                    |
| Greenpoint Avenue          |  |                                  | NYCT Bus           |
| Nassau Avenue              |  |                                  | NYCT Bus           |
| Metropolitan Avenue        |  | L                                | NYCT Bus           |
| Broadway                   |  |                                  | NYCT Bus           |
| Flushing Avenue            |  |                                  | NYCT Bus           |
| Myrtle-Willoughby Avenues  |  |                                  | NYCT Bus           |
| Bedford-Nostrand Avenues   |  |                                  | NYCT Bus           |
| Classon Avenue             |  |                                  | NYCT Bus           |
| Clinton-Washington Avenues |  |                                  | NYCT Bus           |
| Fulton Street              |  |                                  | NYCT Bus           |
| Hoyt-Schermerhorn Streets  |  | A · C                            | MTA Bus · NYCT Bus |
| Bergen Street              |  | F                                | NYCT Bus           |
| Carroll Street             |  | F                                | NYCT Bus           |
| Smith-Ninth Streets        |  | F                                | NYCT Bus           |
| Fourth Avenue              |  | D · F · N · R                    | MTA Bus · NYCT Bus |
| Seventh Avenue             |  | F                                | NYCT Bus           |
| 15th Street-Prospect Park  |  | F                                | NYCT Bus           |
| Fort Hamilton Parkway      |  | F                                | MTA Bus            |
| Church Avenue              |  | F                                | NYCT Bus           |

## Il materiale rotabile
Sulla linea G viene attualmente usato un solo tipo di materiale rotabile, gli R68, prodotti dalla Westinghouse Amrail Company negli anni 1980. Le vetture a disposizione della linea sono in totale 52, assemblabili in diverse configurazioni. Il deposito assegnato alla linea è quello di Coney Island.